# Melanaspis smilacis
Melanaspis smilacis är en insektsart som först beskrevs av Comstock 1883.  Melanaspis smilacis ingår i släktet Melanaspis och familjen pansarsköldlöss. Inga underarter finns listade i Catalogue of Life.